# Lessay
Cet article possède un paronyme, voir Lessy.
Lessay est une commune française, située dans le département de la Manche en région Normandie, peuplée de 2 255 habitants (les Lessayais).
Elle est créée le 1er janvier 2016 sous le statut de commune nouvelle après la fusion de Lessay (commune déléguée) et d'Angoville-sur-Ay.

## Géographie

### Localisation
Lessay se trouve dans la péninsule du Cotentin dans le Bocage normand. La bourgade est arrosée par l'Ay et est pratiquement située sur la côte de la Manche, au fond de l'estuaire du fleuve côtier formant le havre de Lessay (ou havre de Saint-Germain-sur-Ay).
Lessay est à 85 km à vol d'oiseau à l'ouest de Caen.
Le point culminant (42 m) se situe sur une pente au point extrême nord du territoire, près du lieu-dit le Moret. Le point le plus bas (5 m) correspond à la sortie l'Ay du territoire et son entrée dans le havre de Lessay, à l'ouest.
| La Haye              | La Haye     | Vesly     |
| Saint-Germain-sur-Ay | Lessay      | Vesly     |
| Créances             | La Feuillie | Millières |

### Hydrographie
La commune est située dans le bassin Seine-Normandie. Elle est drainée par l'Ay, la Brosse, la Goutte, le Hocquet, le ruisseau d'Angoville, la Chicane, le cours d'eau 01 de la Maison Dupont, le cours d'eau 01 de la Pirorie, le cours d'eau 04 des Hauts Vents, le cours d'eau 05 de la Croix, le cours d'eau 06 de la Croix, le fossé 01 de la Vallée Palla, le fossé 01 du Hameau Ermisse et divers autres petits cours d'eau,.
L'Ay, d'une longueur de 33 km, prend sa source dans la commune de La Vendelée et se jette  dans la havre de Saint-Germain-sur-Ay en limite de Saint-Germain-sur-Ay et de Créances, après avoir traversé neuf communes. 
La Brosse, d'une longueur de 14 km, prend sa source dans la commune de Vesly et se jette  dans l'Ay à Saint-Germain-sur-Ay, après avoir traversé quatre communes. 

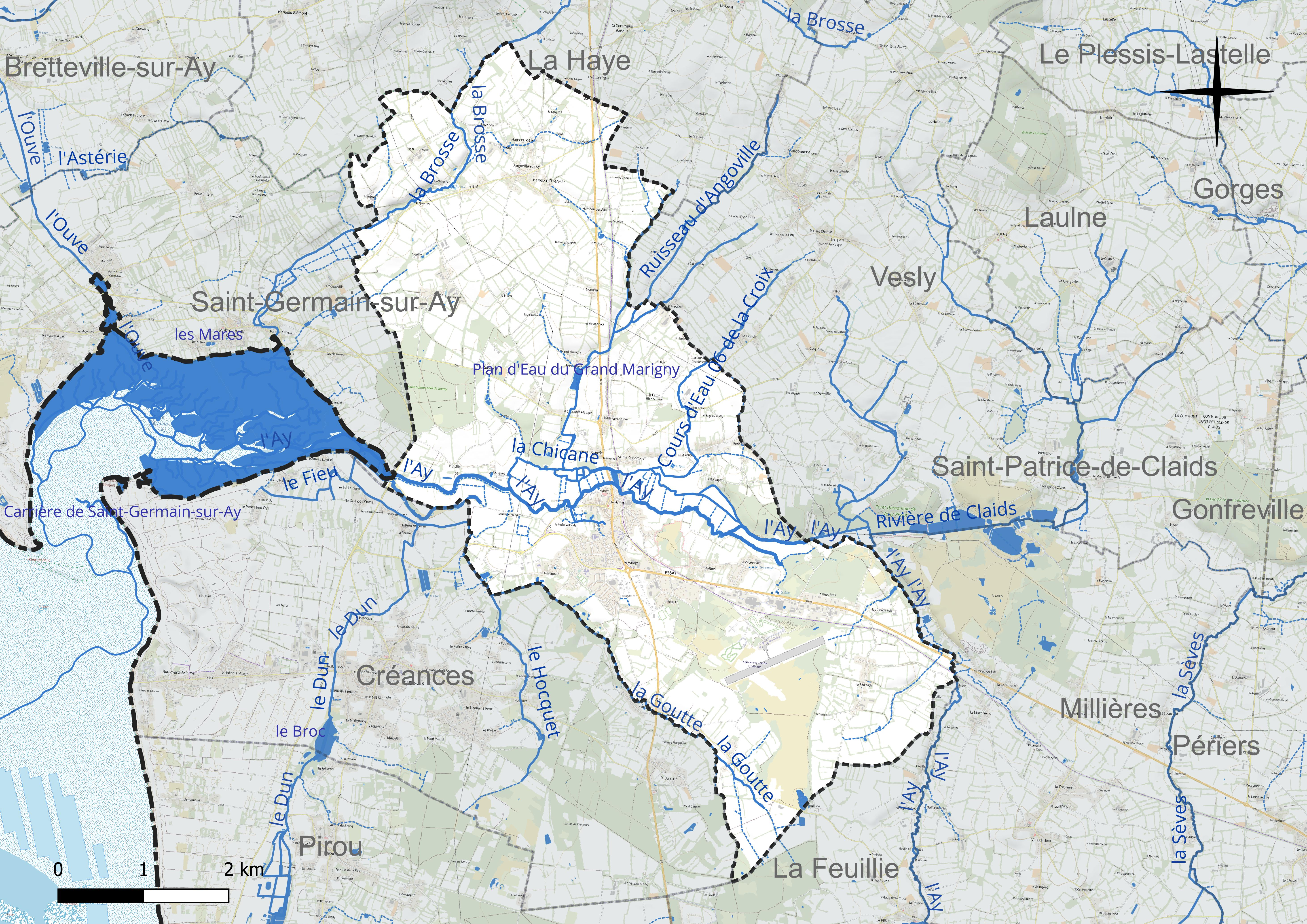
Réseau hydrographique de Lessay.

Deux plans d'eau complètent le réseau hydrographique : le plan d'eau du Grand Marigny (1,6 ha) et le plan d'eau Jean Legoubey (0,9 ha),.

### Climat
Pour des articles plus généraux, voir Climat de la Normandie et Climat de la Manche.
En 2010, le climat de la commune est de type climat océanique franc, selon une étude du CNRS s'appuyant sur une série de données couvrant la période 1971-2000. En 2020, Météo-France publie une typologie des climats de la France métropolitaine dans laquelle la commune est exposée à un climat océanique et est dans la région climatique Normandie (Cotentin, Orne), caractérisée par une pluviométrie relativement élevée (850 mm/a) et un été frais (15,5 °C) et venté. Parallèlement le GIEC normand, un groupe régional d’experts sur le climat, différencie quant à lui, dans une étude de 2020, trois grands types de climats pour la région Normandie, nuancés à une échelle plus fine par les facteurs géographiques locaux. La commune est, selon ce zonage, exposée à un « climat maritime », correspondant au Cotentin et à l'ouest du département de la Manche, frais, humide et pluvieux, où les contrastes pluviométrique et thermique sont parfois très prononcés en quelques kilomètres quand le relief est marqué.
Pour la période 1971-2000, la température annuelle moyenne est de 11,2 °C, avec une amplitude thermique annuelle de 11,3 °C. Le cumul annuel moyen de précipitations est de 948 mm, avec 14 jours de précipitations en janvier et 7,4 jours en juillet. Pour la période 1991-2020, la température moyenne annuelle observée sur la station météorologique la plus proche, située sur la commune de Gouville-sur-Mer à 14 km à vol d'oiseau, est de 12,2 °C et le cumul annuel moyen de précipitations est de 844,8 mm,. Pour l'avenir, les paramètres climatiques de la commune estimés pour 2050 selon différents scénarios d’émission de gaz à effet de serre sont consultables sur un site dédié publié par Météo-France en novembre 2022.

## Urbanisme

### Typologie
Au 1er janvier 2024, Lessay est catégorisée bourg rural, selon la nouvelle grille communale de densité à sept niveaux définie par l'Insee en 2022.
Elle est située hors unité urbaine. Par ailleurs la commune fait partie de l'aire d'attraction de Lessay, dont elle est la commune-centre,. Cette aire, qui regroupe 4 communes, est catégorisée dans les aires de moins de 50 000 habitants,.
La commune, bordée par la Manche, est également une commune littorale au sens de la loi du 3 janvier 1986, dite loi littoral. Des dispositions spécifiques d’urbanisme s’y appliquent dès lors afin de préserver les espaces naturels, les sites, les paysages et l’équilibre écologique du littoral, tel le principe d'inconstructibilité, en dehors des espaces urbanisés, sur la bande littorale des 100 mètres, ou plus si le plan local d’urbanisme le prévoit.

### Voies de communication et transports
Lessay est sur le tracé de l'ancienne ligne de chemin de fer entre Cherbourg et Coutances.
L'agglomération est accessible par la route départementale 900. Elle fait partie du réseau du transport en commun départemental par bus (Manéo) via les lignes 106 Montebourg - Barneville-Carteret, 300 Mortain - Saint-hilaire-du-Harcouët - Avranches - Cherbourg-Octeville, 301 Cherbourg-Octeville - Lessay - Coutances et 302 Granville - Coutances - Cherbourg-Octeville.

## Toponymie
Le nom de la localité est attesté sous la forme Exaquium en 1056.
Jusqu'à la Révolution, la paroisse s'appelait Sainte-Opportune ou Sainte-Opportune-de-Lessay. Elle prit le nom de Lessay en 1793.
Le nom de Lessay est un toponyme ayant pour origine un mot du latin tardif *exaquium, non attesté, mais qui s'apparente au verbe *exaquare, reconstitué comme possible origine de l'ancien français essever, essiaver qui signifie « laisser s'écouler ». Le substantif « essai » est attesté en jersiais. Il a pour signification « passage pratiqué pour l'écoulement des eaux » et renvoie plus généralement à l'oïl essai « conduit d'eau, rigole, canal d'écoulement ». Le rapport avec Lessay est évident puisque cette bourgade est au débouché d'un cours d'eau, l'Ay, et est environnée de marécages aujourd'hui partiellement asséchés.

## Histoire

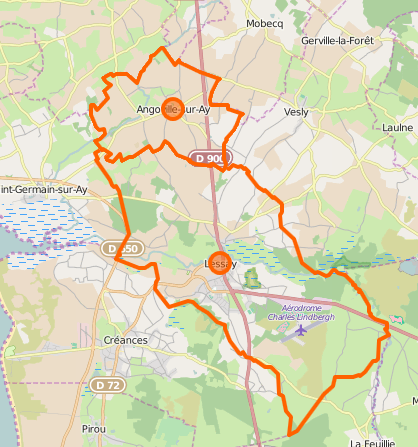
Carte de la commune nouvelle.

L'histoire de Lessay est celle des deux communes fusionnées dont elle est issue.
Durant la Seconde Guerre mondiale, Lessay fut libérée par les Américains. Elle fut ensuite un lieu de stationnement pour différents régiments et unités tels que le 12e RCA, le régiment de marche du Tchad ou encore le régiment blindé de fusiliers-marins.
En 2015, les communes de Lessay et d'Angoville-sur-Ay décident de créer une commune nouvelle baptisée « Lessay ». L'arrêté préfectoral fixant les conditions de cette création est publié le 28 septembre et entre en vigueur le 1er janvier 2016.

## Politique et administration
| Nom                               | Code Insee | Intercommunalité       | Superficie (km2) | Population (dernière pop. légale) | Densité (hab./km2) |
| --------------------------------- | ---------- | ---------------------- | ---------------- | --------------------------------- | ------------------ |
| Lessay (commune déléguée) (siège) | 50267      | CC du canton de Lessay | 22,23            | 1 994 (2018)                      | 90                 |
| Angoville-sur-Ay                  | 50012      | CC du Canton de Lessay | 6,72             | 237 (2018)                        | 35                 |

### Liste des maires

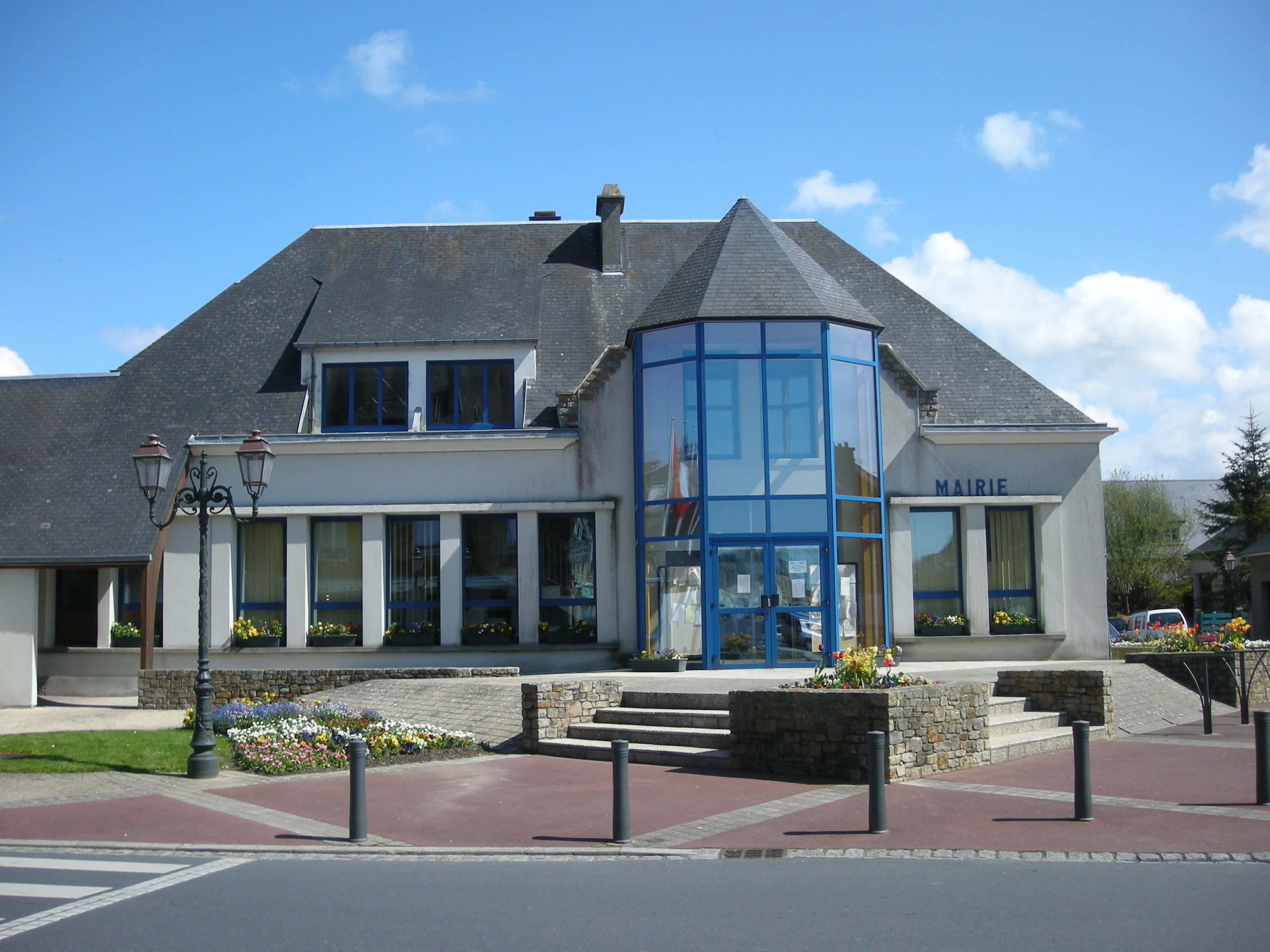
La mairie.

| Période      | Période  | Identité        | Étiquette | Qualité                                                          |
| ------------ | -------- | --------------- | --------- | ---------------------------------------------------------------- |
| janvier 2016 | mai 2020 | Claude Tarin    | DVD       | Cadre d'entreprise, maire délégué de Lessay                      |
| mai 2020     | En cours | Stéphanie Maubé | DVD       | Éleveuse de moutons Conseillère régionale de Normandie (2021 → ) |

### Jumelages
- Ennigerloh (Allemagne) depuis 1987.
- Săbăoani (Roumanie) depuis 1996.

## Population et société

### Démographie
L'évolution du nombre d'habitants est connue à travers les recensements de la population effectués dans la commune depuis sa création.
En 2022, la commune comptait 2 255 habitants, en évolution de +0,4 % par rapport à 2016 (Manche : −0,31 %, France hors Mayotte : +2,11 %).
| 2014  | 2015  | 2020  | 2022  |
| ----- | ----- | ----- | ----- |
| 2 247 | 2 253 | 2 240 | 2 255 |

### Manifestations sportives et culturelles
Les manifestations sportives et culturelles de Lessay sont celles des deux communes dont elle est issue.

## Culture locale et patrimoine

### Lieux et monuments

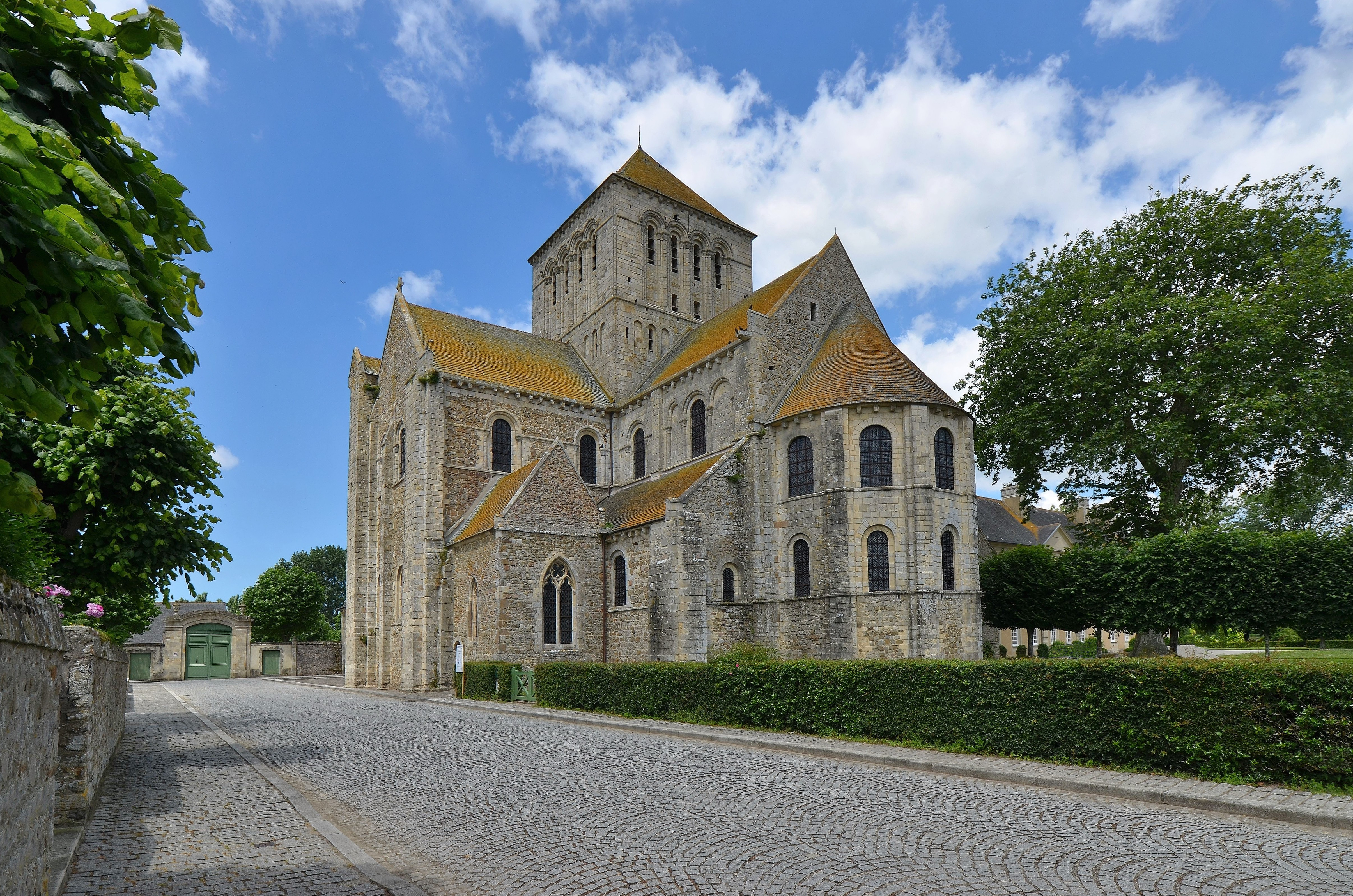
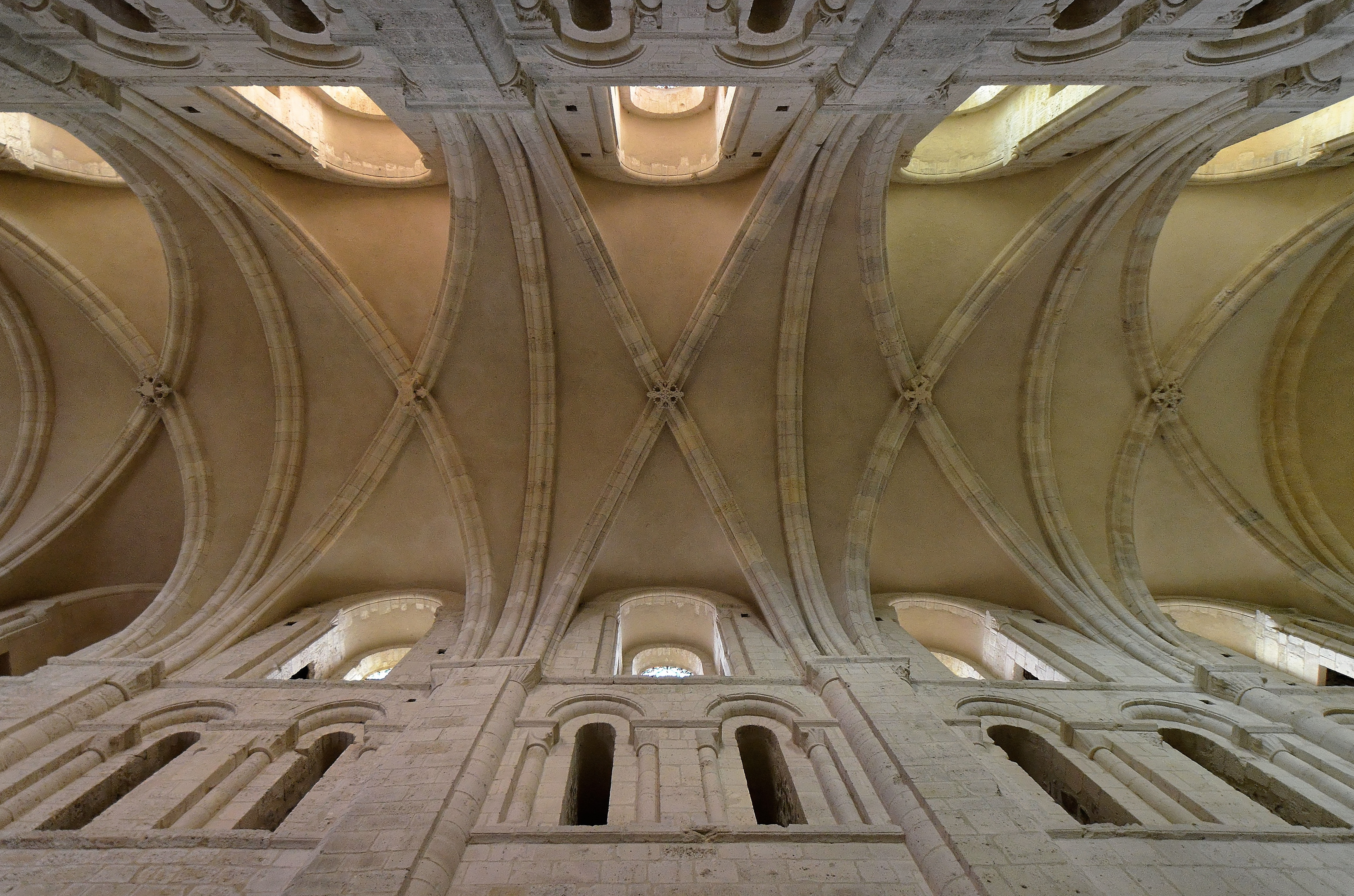

Les lieux et monuments de Lessay sont ceux des deux communes dont elle est issue.
- Abbatiale Sainte-Trinité fut érigée en 1098 à l'initiative des seigneurs de La Haye du Puits[33],[36]. Elle est l'une des premières églises romanes à comprendre des voûtes sur croisée d'ogives[36]. Elle fut en grande partie détruite en 1944, par des mines et fut reconstruite 13 ans plus tard, à l'identique[33],[36],[37].

### Manifestations culturelles et festivités
- Depuis 1993, la commune accueille le festival Les heures musicales de l'abbaye de Lessay[38],[39].

### Personnalités liées à la commune
- Georges Desdevises du Dézert (1854 à Lessay - 1942), écrivain régionaliste et auteur en particulier de Mon vieux Lessay, le pays, les gens, la vie.
- Théodore Réaux, industriel fromager, fondateur en 1931 de la laiterie-fromagerie du Val d'Ay, à Lessay, établissements Th. Réaux, où est toujours produit le camembert Réo.
- Jean-François Le Grand (1942 à Lessay), homme politique, sénateur de la Manche, président du conseil général de la Manche, est né à Lessay et y habite.

### Héraldique
| Blason de Lessay | Blason  | De sable à l'essette contournée d'or. |
| Blason de Lessay | Détails |                                       |